# バラート・ボトンド
バラート・ボトンド（Baráth Botond、1992年4月21日 - ）は、ハンガリー出身の同国代表サッカー選手。ヴァシャシュSC所属。ポジションはDF。

## クラブ経歴
地元クラブであるブダペスト・ホンヴェードFCのアカデミー出身。2009年のトップチームデビュー以来、全公式戦で213試合に出場し、2016–17シーズンにはリーグ優勝を達成した。
2018年12月、メジャーリーグサッカーのスポルティング・カンザスシティに移籍。
2020年7月11日、ブダペスト・ホンヴェードFCに復帰。
2022年6月21日、ヴァシャシュSCに3年契約で移籍。

## 代表歴
2018年10月15日、UEFAネーションズリーグのアウェー・エストニア代表戦でハンガリー代表デビュー。結果は3-3の引き分けに終わった。11月のホーム・エストニア戦と同じくフィンランド戦にも出場した(結果はいずれも2-0)。

## タイトル

### クラブ
ブダペスト・ホンヴェードFC
- ネムゼティ・バイノクシャーグI: 2016-17